# Karloman, zapadnofranački kralj
Karloman II. (863. – 12. prosinca 884.) bio je francuski kralj od 879. do 884. godine.
Karloman poslije smrti svoga oca Luja II. nasljeđuje kraljevstvo zajedno s bratom Lujem III. Zajednička uspješna vladavina dva složna brata iznenada se prekida neočekivanom smrću sposobnog Luja III. 882. godine. Majka Luja i Karlomana zvala se Ansgarda.
Francuska je tijekom njegove vladavine država pogoršanih ekstrema iz razdoblja njegovog djeda Karla II. Vikinzi redovno pustoše državom, a plemići u provincijama se bune protiv centralne vlasti. Nakon što je Bretanja već dobila djelomičnu nezavisnost sada je tu na redu Provansa kojom se još pridodaju burgundske bune.
Karloman je bio zaručen za gospu Engelbergu.
U prosincu 884. godine Karloman je ubijen u lovu. Naslijedio ga je kao vladar Francuske Karlo III. Debeli, car Svetog Rimskog Carstva, a poslije njega i kralja Oda vladao je Karlomanov polubrat Karlo III.

## Vanjske poveznice
|  | Zajednički poslužitelj ima još gradiva o temi Karloman, zapadnofranački kralj |